# City Road (London Underground)

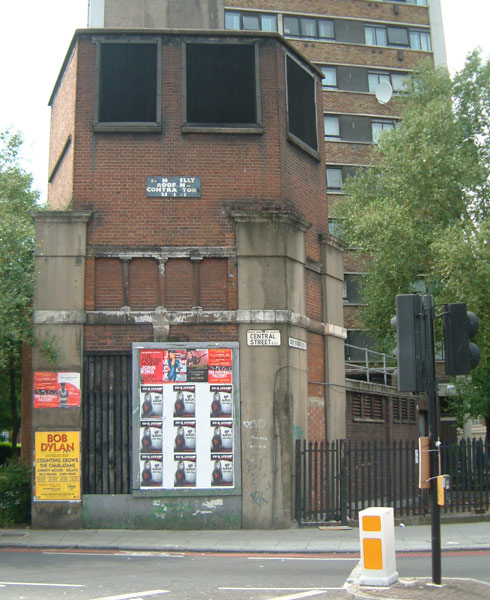
Reste des Bahnhofs, aus östlicher Richtung aufgenommen

City Road ist eine geschlossene Station der London Underground. Sie liegt im Stadtbezirk London Borough of Islington, zwischen den heutigen Stationen Old Street und Angel auf dem östlichen Teil der Northern Line (dem so genannten City-Ast). In Betrieb war sie von 1901 bis 1922.

## Geschichte
Die Station wurde im Zuge der Inbetriebnahme der Strecke zwischen Moorgate und Angel am 17. November 1901 eröffnet. Am 8. August 1922 wurde der gesamte Streckenabschnitt zwischen Moorgate und Euston geschlossen, um das Tunnelprofil zu erweitern und um das Rollmaterial der Linie erneuern zu können. Während dieser Arbeiten verlängerte man auch die Bahnsteige, um sie an das Verkehrsaufkommen in den längeren Zügen anzupassen. Da diese Arbeiten jedoch recht kostenintensiv waren, wurde die am wenigsten genutzte Station City Road nicht umgebaut und blieb auch nach der Wiedereröffnung der Strecke am 20. April 1924 weiterhin geschlossen.
Später wurde die Station, wie viele andere in London, dann noch als Luftschutzbunker genutzt. Heute ist von der Station kaum noch etwas zu sehen. Lediglich eine Entlüftungsöffnung über den ehemaligen Aufzugschächten zeugt von der früheren Nutzung.
Im Jahr 2015 wurde eine Baugenehmigung für den Abriss des verbleibenden Bahnhofsgebäudes im Rahmen eines Plans des London Borough of Islington Council zur Beheizung des nahe gelegenen Ratssitzes King Square erteilt. 2020 wurde an der Stelle der Station das Bunhill 2 Energy Centre eröffnet, das die Abwärme aus den Tunneln der Northern Line auffängt, um Wohngebäude und eine Schule mit Wärme zu versorgen.